# Sindhudurg (dystrykt)
Sindhudurg (marathi सिंधुदुर्ग जिल्हा, ang. Sindhudurg district) – jest jednym z trzydziestu pięciu dystryktów zachodnioindyjskiego stanu Maharasztra, o powierzchni 5 207 km². 

## Położenie
Położony jest na zachodnim wybrzeżu tego stanu i przylega do Morza Arabskiego. Na północy sąsiaduje z dystryktem Ratnagiri a od wschodu z dystryktem Kolhapur. Na południu graniczy z południowozachodnimi stanami indyjskimi Karnataka oraz Goa.
Stolicą dystryktu jest miasto Sindhudurg Nagari.

## Rzeki
Rzeki przepływające przez obszar dystryktu :
- Aachra
- Devgad
- Gad
- Kalna
- Kurla
- Shuk
- Terekhol
- Tilari